# Łęka Żabiecka
Łęka Żabiecka – wieś w Polsce, położona w województwie małopolskim, w powiecie dąbrowskim, w gminie Szczucin.
W latach 1975–1998 miejscowość położona była w województwie tarnowskim.